# Ura (Bhoutan)
Pour les articles homonymes, voir Ura.
Ura est une ville située dans le Gewog d'Ura dans le district de Bumthand au Bhoutan. La ville est connue pour le festival Matsutake célébrant la saison des champignons qui y est organisé à chaque août.